# Rhythm of the Rain/Let Me Be
Rhythm of the Rain/Let Me Be è un singolo del 1962 scritto da John Claude Gummoe e interpretato dal gruppo vocale statunitense The Cascades.

## Descrizione
Il brano sul lato A, Rhythm of the Rain, è presente nella colonna sonora del film Quadrophenia del 1979.

## Cover diRhythm of the Rain
- La cantante francese Sylvie Vartan ha pubblicato il brano, adattandolo in lingua francese, con il titolo En écoutant la pluie, nel 1963.
- Il soprano britannico Sarah Brightman incide la sua versione del brano pubblicandola nel 1984.
- Neil Sedaka incide una cover nel 1984.
- Gary Lewis and the Playboys incidono una cover nel 1969.
- Dan Fogelberg pubblica una cover nel 1990.
- Jason Donovan pubblica una cover nel 1990.

## Tracce
1. Rhythm of the Rain
2. Let Me Be

## Classifiche
| Classifica (1963) | Posizione raggiunta |
| ----------------- | ------------------- |
| Stati Uniti       | 3                   |